# Mölledammen (Slimminge socken, Skåne)
Mölledammen är en sjö i Skurups kommun i Skåne och ingår i Höje ås huvudavrinningsområde.